# Kintetsu Nagoya-lijn
De Kintetsu Nagoya-lijn  (Japans: 名古屋線, Nagoya-sen) is een spoorlijn tussen de steden Nagoya en Matsusaka in Japan. De lijn maakt deel uit van het netwerk van het particuliere spoorbedrijf Kintetsu in de prefecturen Aichi en Mie.

## Geschiedenis
Het eerste gedeelte van de lijn, tussen Shiroko en het station Takadahonzan werd in 1915 door de Ise Electric Railway (伊勢電気鉄道 Ise Denki Testudō) met een spoorwijdte van 1,067 mm (Kaapspoor), In 1917 werd de lijn verlengd naar Tsu-shinmachi en Kusu, in 1922 naar Kintetsu-Yokkaichi, in 1922 werd de lijn gerectificeerd met 1500 V glijkstroom. In 1929 naar  Kuwana en het jaar daarop naar Ise-Nakagawa.
In 1936 werd de lijn overgenomen door de Sangu Express Railway Co. een het gedeelt Kuwana en Kusu werd uitgebreid met een tweede spoor in 1938, dat zelfde jaar opende Kansai Express Railway Co. een lijn tussen Nagoya en Kuwana.
In 1940 fuseerde de Sangū Kyūkō Electric Railway (参宮急行電鉄 Sangū Kyukō Dentetsu) met Sangu Express Railway Co. (de voorganger van Kintetsu).
Het gedeelt tussen Kuse en Hisai werd uitgebreid met een tweede spoor tussen 1937 en 1940, Het gehele lijn was dubbelspoor in 1972.

### Verandering van Spoorwijdte
Na de overname van Kintetsu moesten de passagiers van de Kintetsu Osaka-lijn overstappen die naar Nagoya wilden, maar in 1959 verwoeste Tyfoon Vera de Kintetsu Nagoya-lijn en er werd belsoten de lijn om te zetten naar 1435 mm (Normaalspoor), waardoor trein van de Osaka-lijn voortaan verder kunnen over de Kintetsu Nagoya-lijn

## Treindiensten
- Nonsutoppu Tokkyū (ノンストップ特急, intercity) rijdt tussen Kintetsu Nagoya naar Osaka Namba of Kashikojima.
- Tokkyū (特急, intercity) rijdt vanaf Osaka Uehommachi tot aan Kintetsu Nagoya, Matsusaka, Toba of Kashikojima.
- Kyūkō (急行, sneltrein) rijdt tussen Kintetsu Nagoya naar Ise-Nakagawa, Matsusaka, Ujiyamada of Toba
- Junkyū (準急, sneltrein) rijdt tussen Kintetsu Nagoya en Kintetsu Yokkaichi.
- Futsu (普通, stoptrein) stopt op elk station.

## Stations
| Station            | Japans     | Verbindingen | Wijk        | Stad      | Prefectuur |
| ------------------ | ---------- | --- | ----------- | --------- | ---------- |
| Kintetsu Nagoya    | 近鉄名古屋 | JR Central: Tokaido-shikansen, Tokaido-lijn, Chūō-lijn, Kansai-lijn Nagoya Rinkai Rapid Transit: Aonami-lijn Metro van Nagoya: Higashiyama-lijn, Sakura-dori-lijn Meitetsu Nagoya-lijn (station Meitetsu Nagoya) | Nakamura-ku | Nagoya    | Aichi      |
| Komeno             | 黄金       | | Nakamura-ku | Nagoya    | Aichi      |
| Kogane             | 今里       | | Nakamura-ku | Nagoya    | Aichi      |
| Kasumori           | 烏森       | | Nakamura-ku | Nagoya    | Aichi      |
| Kintetsu-Hatta     | 近鉄八田   | JR West: Kansai-lijn Metro van Nagoya: Higashiyama-lijn | Nakamura-ku | Nagoya    | Aichi      |
| Fushiya            | 伏屋       | | Nakagawa-ku | Nagoya    | Aichi      |
| Toda               | 戸田       | | Nakagawa-ku | Nagoya    | Aichi      |
| Kintetsu-Kanie     | 近鉄蟹江   | | Kanie       | Kanie     | Aichi      |
| Tomiyoshi          | 富吉       | | Kanie       | Kanie     | Aichi      |
| Sakogi             | 佐古木     | | Yatomi      | Yatomi    | Aichi      |
| Kintetsu-Yatomi    | 近鉄弥富   | JR Central: Kansai-lijn Meitetsu: Bisai-lijn | Yatomi      | Yatomi    | Aichi      |
| Kintetsu-Nagashima | 近鉄長島   | | Kuwana      | Kuwana    | Mie        |
| Kuwana             | 桑名       | JR Central: Kansai-lijn Yoro Railway: Yoro-lijn Sangi Railway: Hokusei-lijn | Kuwana      | Kuwana    | Mie        |
| Masuo              | 伊勢朝日   | | Kuwana      | Kuwana    | Mie        |
| Ise-Asahi          | 河内国分   | | Asahi       | Asahi     | Mie        |
| Kawagoe Tomisuhara | 川越富洲原 | | Kawagoe     | Kawagoe   | Mie        |
| Kintetsu-Tomida    | 近鉄富田   | Sangi Railway: Sangi-lijn | Yokkaichi   | Yokkaichi | Mie        |
| Kasumigaura        | 霞ヶ浦     | | Yokkaichi   | Yokkaichi | Mie        |
| Akuragawa          | 阿倉川     | | Yokkaichi   | Yokkaichi | Mie        |
| Kawaramachi        | 川原町     | | Yokkaichi   | Yokkaichi | Mie        |
| Kintetsu-Yokkaichi | 近鉄四日市 | Kintetsu: Yunoyama-lijn Yokkaichi Asunarou Railway: Utsube-lijn, Hachiōji-lijn | Yokkaichi   | Yokkaichi | Mie        |
| Shinshō            | 新正       | | Yokkaichi   | Yokkaichi | Mie        |
| Miyamado           | 海山道     | | Yokkaichi   | Yokkaichi | Mie        |
| Shiohama           | 塩浜       | | Yokkaichi   | Yokkaichi | Mie        |
| Kita-Kusu          | 北楠       | | Yokkaichi   | Yokkaichi | Mie        |
| Kusu               | 楠         | | Yokkaichi   | Yokkaichi | Mie        |
| Nagonoura          | 長太ノ浦   | | Suzuka      | Suzuka    | Mie        |
| Mida               | 箕田       | | Suzuka      | Suzuka    | Mie        |
| Ise-Wakamatsu      | 伊勢若松   | Kintetsu: Suzuka-lijn | Suzuka      | Suzuka    | Mie        |
| Chiyozaki          | 千代崎     | | Suzuka      | Suzuka    | Mie        |
| Shiroko            | 白子       | | Suzuka      | Suzuka    | Mie        |
| Tsuzumigaura       | 鼓ヶ浦     | | Suzuka      | Suzuka    | Mie        |
| Isoyama            | 磯山       | | Suzuka      | Suzuka    | Mie        |
| Chisato            | 千里       | | Tsu         | Tsu       | Mie        |
| Toyotsu-Ueno       | 豊津上野   | | Tsu         | Tsu       | Mie        |
| Shiratsuka         | 白塚       | | Tsu         | Tsu       | Mie        |
| Takadahonzan       | 高田本山   | | Tsu         | Tsu       | Mie        |
| Edobashi           | 伊賀神戸   | 江戸橋 | Tsu         | Tsu       | Mie        |
| Tsu                | 青山町     | JR Central: Kisei-lijn Ise Railway: Ise-lijn | Tsu         | Tsu       | Mie        |
| Tsu-shimmachi      | 津新町     | | Tsu         | Tsu       | Mie        |
| Minamigaoka        | 南が丘     | | Tsu         | Tsu       | Mie        |
| Higsai             | 久居       | | Tsu         | Tsu       | Mie        |
| Momozono           | 桃園       | | Tsu         | Tsu       | Mie        |
| Ise-Nakagawa       | 伊勢中川   | Kintetsu: Osaka-lijn, Yamada-lijn | Matsusaka   | Matsusaka | Mie        |